# Gemología

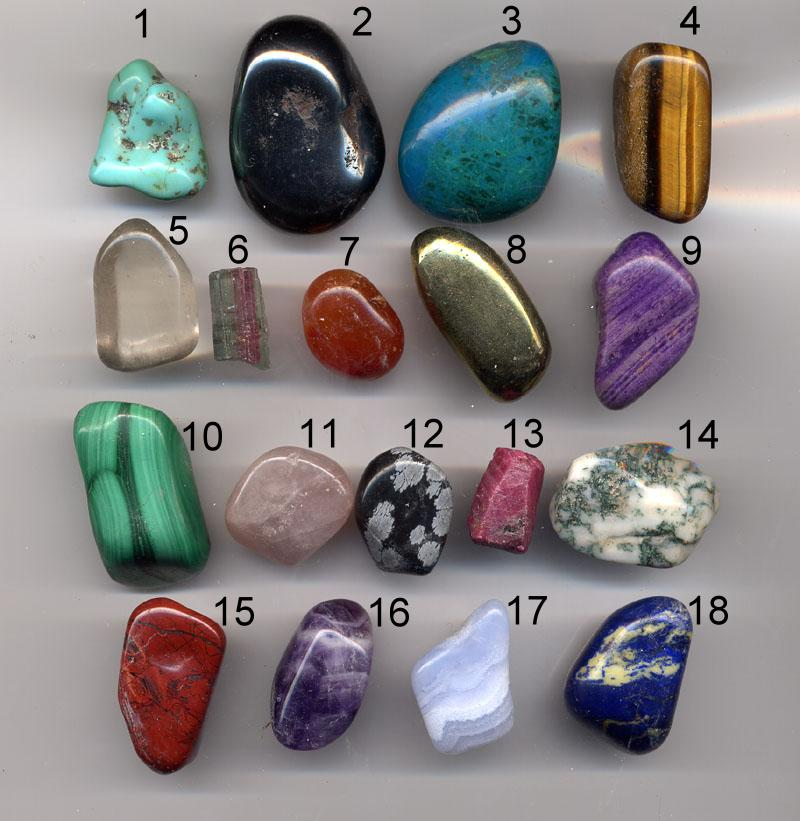
Gemas de diverso tipo: 1 Turquesa, 2 Hematita, 3 Crisocola, 4 Ojo de tigre, 5 Cuarzo, 6 Turmalina, 7 Cornalina, 8 Pirita, 9 Suglita, 10 Malaquita, 11 Cuarzo rosa, 12 Obsidiana, 13 Rubí, 14 Ágata muscínea, 15 Jaspe, 16 Amatista, 17 Ágata azul, 18 Lapislázuli.

La gemología es la rama de la mineralogía y de la geología que se dedica al estudio, identificación, análisis y evaluación de las piedras preciosas o gemas. Una tarea central de la gemología es poner a disposición métodos y procedimientos rigurosos que permitan distinguir las gemas naturales de sus imitaciones y versiones sintéticas. Entre estos procedimientos se cuentan las mediciones realizadas con distintos instrumentos y aparatos (por ejemplo, mediciones cristalográficas y fotométricas, microscopía, espectroscopía, análisis de difracción por rayos X, etc.). Se trata, por tanto, de una disciplina científica que no guarda ninguna relación con las prácticas esotéricas que asignan significados o supuestas propiedades terapéuticas a las gemas.
Debido al valor de las piezas estudiadas, prescinde de aquellos métodos mineralógicos que requieren de la extracción de muestras y utiliza solo aquellos procedimientos que las conservan intactas.
El gemólogo debe conocer varias disciplinas como: cristalografía, óptica, matemáticas, cristaloquímica, química analítica, síntesis e imitación de gemas, entre otras.
Se estudian la composición, propiedades físicas, origen y yacimientos, los tratamientos de diversa naturaleza, los tipos de talla que realzan la belleza de las gemas, los minerales sintéticos y características así como de las propiedades de estos materiales que imitan a las gemas naturales. Algunas de las aplicaciones frecuentes son la tasación y la peritación.

## Historia
La utilización de minerales gema es un fenómeno de aparición muy temprana en la historia de la humanidad. Desde tiempos muy remotos, los seres humanos han buscado tener en su poder los ejemplares más grandes, más brillantes, más puros y más raros para adornar y adornarse, con fines estéticos, rituales o religiosos.
En las asociaciones humanas más primitivas su uso podría responder a la necesidad de destacar de los demás, con collares de perlas, turquesas, conchas o marfil, para marcar la pertenencia a un grupo determinado o una función social dentro de él. En todas las civilizaciones posteriores, es principalmente el poder y la riqueza lo que se pone de manifiesto por medio de la propiedad de los minerales metálicos y gemas.
Los primeros indicios de utilización de un material como gema perforada datan de hace 100 000 años, con la especie Nassarius krausianus en Sudáfrica. Reyes y emperadores han poseído las mejores piezas de sus pueblos, regalados como favores o tributos y los trabajos realizados han sido cada vez mejorados depurándose la técnica en todas partes del mundo.
Según los gustos y materiales propios de cada zona geográfica podremos encontrar gemas orgánicas, minerales transparentes, translúcidos u opacos. El hombre siempre ha utilizado cualquier mineral con cierta belleza y dureza para ornamentar sus objetos tanto en vida como en la muerte. Muchas culturas como la egipcia enterraban a sus aristócratas, personas importantes y pudientes con tesoros y estos eran directamente proporcionales a la grandeza de la persona en vida.
Los textos científicos más antiguos constatados son los recetarios egipcios para fabricar imitaciones de los minerales (papiros de Estocolmo y Leyden) que datan de los siglo I y IV, pero se conoce que son copias de otros textos de Egipto. La piedra preciosa más característica de los egipcios fue la turquesa ya hace 4000 años. El jade fue utilizado por las culturas orientales y más concretamente por China por más de 5000 años. Utilizados en numerosos objetos tanto en materiales religiosos como laicos y de los que tenemos alguna muestra excepcional gracias a los hallazgos arqueológicos.
Tales de Mileto ( 600 d. C.) descubrió en la cultura griega la propiedad de la electricidad estática del ámbar. También en la cultura griega se realizaron una clasificación de los minerales según su color y además de textos clasificando las gemas referenciando técnicas de calentamiento y montaje para mejorar su aspecto.
En la Edad Media y el Renacimiento aparecen tratados de utilización de minerales para tratamientos terapéuticos de alquimistas relacionándolos con propiedades mágicas más o menos ajustadas a la realidad.
En España uno de los más destacados lapidarios fue el de Alfonso X de Castilla “el Sabio” (1278), describió la naturaleza de las piedras y sus propiedades derivadas de las constelaciones por las que se rigen.
Otras obras destacables desde el siglo XVI:
- Erasmus Stella (1517) Interpretamenti Gemmarum Libellus.
- Gaspar de Morales (1598) De las virtudes y propiedades maravillosas de las piedras preciosas.
- Anselmo Boecio (1609) Gemmarum et lapidum Historia.
- Thomas Nicols (1652) Lapidary or History of Precious Stones.

Hay que hacer especial mención a la literatura árabe sobre gemas merecedora de un tema aparte con escritores como Al Kindi, Al Biruni, Al Razi, Al Rumi.
Han sido fundamentales para la economía y el progreso de civilizaciones y moneda de cambio. Han sido las causantes de muchas disputas por la codicia entre pueblos vecinos y han provocado guerras por estos tesoros. En la actualidad son fundamentales para el progreso tecnológico y gracias a la elaboración de gemas sintéticas se realizan componentes electrónicos como chips, mejorando las telecomunicaciones, abrasivos industriales, etc.

## Aspectos científicos

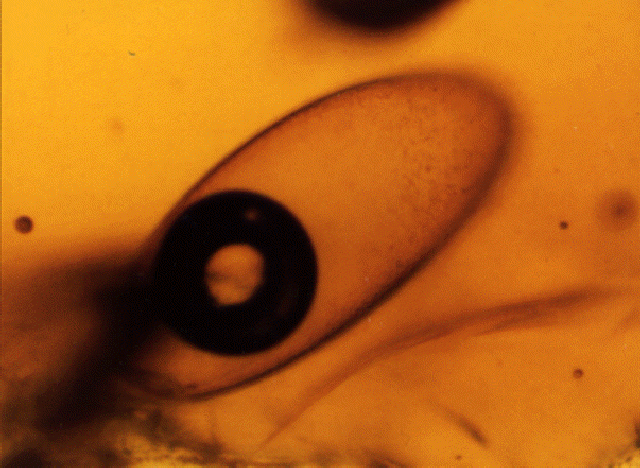
Burbuja de aire de 84 millones de años atrapada en un ámbar.

En mineralogía, una inclusión es cualquier material atrapado en el seno de una roca o de un mineral y son determinantes para su identificación en casi todas las ocasiones. Nos dicen como fue su génesis, cuando y si son naturales o sintéticas.
La gemología incluye muchos aspectos desarrollados de múltiples maneras a lo largo de la historia. Los yacimientos históricamente se han hallado de forma casual y los conocimientos científicos se han dado después de su explotación.
Europa compraba piedras preciosas a países lejanos, los datos de estos yacimientos fueron relatados por viajeros y científicos en numerosos documentos. Se aludían a leyendas como el caso de los diamantes, sobre los que se decía que yacían en valles inaccesibles y para poder capturarlos se valían de aves para luego recogerlos más fácilmente. Un relato verídico también importante lo hizo Marco Polo recogido por Tavernier (1675) en su viaje a Turquía, Persia e India, donde se describían multitud de gemas y también las minas indias de Golconda de donde procedían todas ellas.

## Propiedades físicas de las gemas
Para que una pieza califique como gema tienen que presentar las siguientes tres cualidades:
- belleza
- durabilidad
- rareza

En su identificación y valoración juegan además un importante papel las propiedades de color, brillo y pureza.

### La Gemología clásica
Caracterizada por el estudio de las propiedades ópticas de los minerales. Sobre este conocimiento se realizó un libro en 1978 con el trabajo de Kurt Nassau. Actualmente se precisa el color por medio de concordancias cromáticas. El conocimiento de propiedades físicas, ópticas, belleza de las gemas ha permitido aplicar criterios científicos para mejorar su aspecto.
El ejemplo más conocido es el diseño de la talla del diamante en forma brillante. La talla redonda de diamantes fue desarrollada por Marcel Tolkowsky en 1919, con este tipo de talla se consigue de manera calculada matemáticamente equilibrar el brillo y el fuego de esta gema desde sus propiedades ópticas. Calculada para que todo rayo de luz entrante desde la corona (parte superior) sea reflejado y devuelto al observador potenciando al máximo el brillo. Al mismo tiempo el ángulo de salida produce la dispersión de color originando lo que se denomina como fuego.
La evolución de la talla ha ido paralela al desarrollo científico y técnico y así se ha pasado de formas simplemente pulidas a la talla actual facetada, a la de tipo brillante y al diseño por ordenador donde se pueden ver los resultados antes de tallar los ejemplares.

## Gemología, derecho y economía
Los gemólogos especializados en tasaciones deben conocer normativas europeas, relación tasador con el auditor, bases de valoración, valores de propiedades especiales, valoraciones con fines especiales, estimaciones y valoraciones ajenas al mercado, legislación y práctica de valores específicos, ley de enjuiciamiento aplicable.

## Titulación

### En España
Los estudios correspondientes de Gemología son Estudios Superiores no adscritos al régimen general. El alumnado que supera dichos estudios obtiene el título de Gemólogo en la especialidad correspondiente, que es equivalente, a todos los efectos, al título de Diplomado Universitario + Especialista.
Estas enseñanzas constan de tres cursos académicos, dos generales y uno de especialización.
- Finalizados los dos primeros cursos y previa superación de una prueba de capacitación se obtiene el Diploma de Gemólogo.
- Con la superación del curso de especialización, superada la prueba de capacitación correspondiente y leída la tesina se obtiene el Diploma Superior de Gemólogo Especialista en Diamante.

La superación de un Posgrado supone la obtención del Título de Posgrado en la Especialidad correspondiente.
Los Diplomas de Gemología de la Universidad, habilitan para el ejercicio profesional de Gemólogo y Joyero en todo el Estado español, permiten homologación y colegiación.

### Internacional
A nivel internacional, el Gemological Institute of America (GIA) es el campus y laboratorio gemológico mayor del mundo desde su fundación en 1931. Se han analizado aquí las gemas más importantes de la historia de la gemología y su papel ha sido importante en el establecimiento de las bases de esta disciplina, así como de normas y criterios de validez internacional, por ejemplo, las famosas "4 Cs" (cut, color, clarity, carat) como criterios para la determinación de la belleza y calidad de los diamantes. El instituto es comúnmente llamado "Harvard de la Gemología".
Otros campus y laboratorios reputados a nivel mundial son  "HRD" y "EGL", en Europa.
En resumen, el gemólogo es el profesional titulado que puede determinar que una gema es tal, a través de exploraciones en laboratorio y de su experiencia y es el único que puede certificar una gema.
En cuanto al campo profesional de los gemólogos, se pueden destacar las joyerías, talleres, laboratorios gemológicos, así como el peritaje judicial, aduanas, fuerzas del orden público especializadas, centros de subastas y museos, se impone en los sectores de la cultura, mercado del arte y del lujo.